# Albaredo per San Marco
Albaredo per San Marco (lombardul: Albarii vagy Albarei) település Olaszországban, Sondrio megyében. Lakosainak száma 296 fő (2023. január 1.). Albaredo per San Marco Averara, Bema, Mezzoldo, Morbegno, Talamona és Tartano községekkel határos.

## Népesség
A település népességének változása:
| Lakosok száma | 307  | 300  | 296  |
|               | 2017 | 2018 | 2023 |